# Вайшкович, Клаудиу
Кла́удиу Вайшко́вич (рум. Claudiu Vaișcovici; 14 октября 1962, Галац) — румынский футболист, нападающий.

## Карьера

### «Спортул», «Дунэря», «Оцелул»
Начал выступления в клубе «Спортул Студенцеск», затем играл за команды «Дунэря» и «Оцелул» из родного города Галац.

### «Виктория» Бухарест
В 1987 году «Виктория», за которую выступал Вайшкович, дошла до 1/16 финала Кубка УЕФА, где проиграла тбилисскому «Динамо» (1:2 и 0:0). Вайшкович забил с пенальти единственный мяч румынской команды.

### «Динамо» Бухарест
Лучшие годы футбольной карьеры Вайшкович провёл в бухарестском «Динамо», в котором стал одним из самых результативных форвардов Румынии (57 мячей в 61 матче). В это время нападающий привлекается в национальную сборную, принимает участие в отборочных матчах к чемпионату мира 1990.

### «Зимбру» Кишинёв
В 1991 году, после краткого пребывания в турецком «Бурсаспоре», присоединяется к кишинёвскому «Зимбру», выступавшему в первой лиге СССР. Вайшкович и его одноклубник Ликэ Мовилэ становятся единственными румынскими легионерами в истории советского футбола.
Завершил карьеру в 1993 году на родине.

### Матчи за сборную Румынии
| №   | Дата             | Город               | Соперник   | Счёт | Турнир                                 |
| --- | ---------------- | ------------------- | ---------- | ---- | -------------------------------------- |
| 1.  | 8 апреля 1987    | Брашов, Румыния     | Израиль    | 3:2  | Товарищеский матч                      |
| 2.  | 3 февраля 1988   | Хайфа, Израиль      | Израиль    | 2:0  | Турнир в Израиле                       |
| 3.  | 23 марта 1988    | Дублин, Ирландия    | Ирландия   | 0:2  | Товарищеский матч                      |
| 4.  | 20 сентября 1988 | Констанца, Румыния  | Албания    | 3:0  | Товарищеский матч                      |
| 5.  | 19 октября 1988  | София, Болгария     | Болгария   | 3:1  | Отборочный матч к чемпионату мира 1990 |
| 6.  | 2 ноября 1988    | Бухарест, Румыния   | Греция     | 3:0  | Отборочный матч к чемпионату мира 1990 |
| 7.  | 23 ноября 1988   | Сибиу, Румыния      | Израиль    | 3:0  | Товарищеский матч                      |
| 8.  | 12 апреля 1989   | Варшава, Польша     | Польша     | 1:2  | Товарищеский матч                      |
| 9.  | 26 апреля 1989   | Амарусион, Греция   | Греция     | 0:0  | Отборочный матч к чемпионату мира 1990 |
| 10. | 31 августа 1989  | Сетубал, Португалия | Португалия | 0:0  | Товарищеский матч                      |